# Ksenija Pajčin
Ksenija Pajčin (en cyrillique serbe Ксенија Пајчин, née le 3 décembre 1977 à Belgrade, morte le 16 mars 2010 à Voždovac) est une chanteuse, mannequin et danseuse serbe.

## Famille
Pajčin a pour mère Ljubica et père Miloš. Sa famille est originaire du village bosniaque de Gubin (Livno). Quand elle a quatorze ans, ses parents décident de divorcer en raison de désaccords accumulés au cours de dix-sept années de vie commune. Elle déménage avec sa mère à Voždovac.
Elle est la cousine du chanteur nationaliste des Serbes de Bosnie Baja Mali Knindža. Neuf mois après sa mort, Knindža sorti la chanson Spavaj, kraljice (Dors, Reine) en sa mémoire.

## Carrière
Pajčin commence sa carrière comme go-go dancer dans les discothèques. Elle commence sa carrière professionnelle de danseuse au sein du groupe de danse de la chanteuse folk Dragana Mirković et Beat Street. Elle se fait connaître en 1994 comme danseuse et de choriste dans le clip de Dragana pour la chanson Opojni su zumbuli en 1994.
Pendant ce temps, elle travaille comme assistante du magnat de la musique Minimaks, qui fut le manager de Silvana Armenulić et Lepa Brena. Elle accepte l'opportunité de rejoindre un duo pop, Duck, en tant que voix féminine. Marija Mihajlović chante en fait pour leur premier album, tandis que Pajčin ne fait que la synchronisation labiale.
Pajčin poursuit une carrière musicale solo et, même si sa voix n'es pas impressionnante, elle attire l'attention pour sa danse et ses tenues sexy. Elle a un studio de danse à Belgrade et travaille comme mannequin. Elle apparaît fréquemment dans les tabloïds pour par exemple sa relation avec Zvezdan Slavnić, le fils de la légende du basket Moka Slavnić puis avec d'autres célébrités masculines, et se fait connaître pour ses déclarations scandaleuses. Elle parle ouvertement de sa vie sexuelle et de sa chirurgie plastique.
En raison d'événements horribles en Serbie et de problèmes privés, Ksenija Pajčin fuit vers la Grèce, où elle est accueillie par un ami de la famille, le manager du basket-ball Vasilis. Pendant deux ans, elle danse activement dans les discothèques et les boîtes de nuit. De retour en Serbie, elle poursuit sa carrière télévisuelle en tant que présentatrice adjointe de Minimaks.
En 2004, elle subit un accident de voiture dont elle sort peu blessée mais fortement marquée.
L'une de ses dernières sorties musicales est un duo avec son ami Danijel Alibabić. La chanson Supica sort en juillet 2009. Le clipest tourné quelques mois plus tard et sort le 9 janvier 2010. Alibabić écrira une chanson Pjesma za Kseniju (Chanson pour Ksenija) et la sort en 2011 en hommage.

## Décès
Ksenija Pajčin et son compagnon de l'été 2008 au printemps 2009, le mannequin Filip Kapisoda, ont été grièvement blessés et faillirent mourir dans un accident de voiture le 28 janvier 2010.
Le 16 mars 2010, les corps de la chanteuse de 32 ans et de son petit ami sont retrouvés dans son appartement du quartier de Voždovac à Belgrade. Tous deux sont blessés par balle à la tête. La police soupçonne un meurtre-suicide, avec Kapisoda comme tireur. La police avait été appelée sur place plusieurs nuits plus tôt, car le couple avait été dénoncé par des voisins, car Kapisoda était entré par effraction dans l'appartement de Pajčin et avait défoncé la porte.
Les premiers rapports d'enquête indiquent que les cadavres furent découverts par la mère du chanteur et que l'arme utilisée dans l'homicide fut retrouvée à côté du corps de Kapisoda. Le mobile du meurtre-suicide serait la jalousie. Bojana Ranković, la principale enquêteuse du meurtre de Pajčin, déclare qu'elle avait été menacée par SMS que Kapisoda la tuerait. De plus, le pistolet utilisé par Kapisoda n'était pas le sien, ce qui laisse penser aux enquêteurs que quelqu'un d'autre pourrait être impliqué.
Pajčin est enterrée dans un cercueil blanc le 20 mars 2010 au cimetière de Novo groblje à Belgrade, le lendemain des funérailles de Filip (auxquelles ont assisté leur ami commun, le chanteur Goga Sekulić). Sont présents à son enterrement notamment Goca Tržan, Mira Škorić, Romana Panić, Ana Nikolić, Neda Ukraden, Bora Drljača, Indira Radić, Danijel Alibabić, Darko Kostić, Vanesa Šokčić, Saša Dragić, Marina Tucaković, Nada Topčagić...
Sa tombe est profanée à trois reprises depuis son enterrement. La première fois est en avril 2012 et de nouveau en novembre de la même année par un inconnu. L'image sur sa pierre tombale est brisée à l'aide d'un marteau. La tombe est vandalisée une troisième fois en février 2013, lorsqu'un inconnu brise à nouveau l'image sur sa pierre tombale, disperse les fleurs déposées sur sa tombe et casse les bougeoirs à côté de sa tombe.

## Discographie
Albums
- Too hot to handle (1997)
- Extreme (2001)
- Sigurna (2004)

Compilation
- Best of Xenia (2006)

Singles
1. Divan dan (1998)
2. Plačem danima (2002)
3. Dečko mi je umoran (2006)
4. Nino (2006)
5. Why did you tell me that you love me feat. Shella da Blasian (2006)
6. Seks bombastik feat. Todor (2007)
7. Veštica (2007)
8. Pizza (2008)
9. Hajde, sestro feat. Indira Radić (2008)
10. Farsa (2009)
11. Brka (2009)
12. Supica feat. Danijel Alibabić (2009)
13. Požuri feat. MC Stojan (2009)